# Radeša
Radeshë en albanais et Radeša en serbe latin (en serbe cyrillique : Радеша) est une localité du Kosovo située dans la commune/municipalité de Dragash/Dragaš et dans le district de Prizren/Prizren. Selon le recensement de 2011, elle compte 2 362 habitants.
Selon le découpage administratif de la Serbie, la localité fait partie de la municipalité de Gora. Le village est également connu sous le nom albanais de Radesh.

## Démographie

### Évolution historique de la population dans la localité
| 1948 | 1953 | 1961 | 1971 | 1981  | 1991  | 2011  |
| ---- | ---- | ---- | ---- | ----- | ----- | ----- |
| 753  | 794  | 837  | 884  | 1 279 | 1 226 | 1 224 |

|  |

### Répartition de la population par nationalités (2011)
En 2011, les Gorans représentaient 95 % de la population et les Bosniaques 5 %.